# ماسيمو براي
ماسيمو براي (بالإيطالية: Massimo Bray)‏ هو سياسي إيطالي، ولد في 11 أبريل 1959 في إيطاليا. حزبياً، نشط في الحزب الديمقراطي. انتخب Italian Minister of Cultural Heritage and Activities and Tourism ‏ (28 أبريل 2013 – 22 فبراير 2014) وانتخب عضو مجلس النواب في الجمهورية الإيطالية خلال فترته النيابية ‏ ( – 18 مارس 2015).